# 中华瓦片画
中华瓦片画是中国民间美术中诞生出来的品种、形式。它的主要特点是采用中国城乡旧时普遍使用的覆盖屋顶的瓦片作为绘画的载体。既可以在它的凹凸两面中的任何一面上作画，也可以两面都作画；既可以在它的上面画中国画，也可以在它的上面画油画、漆画、丙烯画等。人物、花鸟、风景等各类绘画题材皆宜。它适合镶嵌于家具上、墙壁上用来装饰居室，也适合放置于三角木质盘托上用作房间摆设。